# Platycerota crinita
Platycerota crinita là một loài bướm đêm trong họ Geometridae.